# يشعيا تيشبي
يشعيا تيشبي (31 أغسطس 1908 - 15 مارس 1992) أستاذ جامعي إسرائيلي، درَّس الفلسفة العامة والفلسفة اليهودية والفكر اليهودي في الجامعة العبرية في تل أبيب.
وحصل على جائزة إسرائيل في عام 1979، وجائزة بياليك، وجائزة روتشيلد.

## حياته
في عام 1959 تم تعيينه أستاذاً في الجامعة العبرية. ودرّس الفلسفة اليهودية والعامة، الكتاب المقدس والقبالة، وأنشأ قسم الأدب الفكري والأخلاق في قسم الأدب العبري. كما حاضر، كأستاذ زائر، في المعهد الحاخامي في أمريكا وكلية الاتحاد العبري في نيويورك.

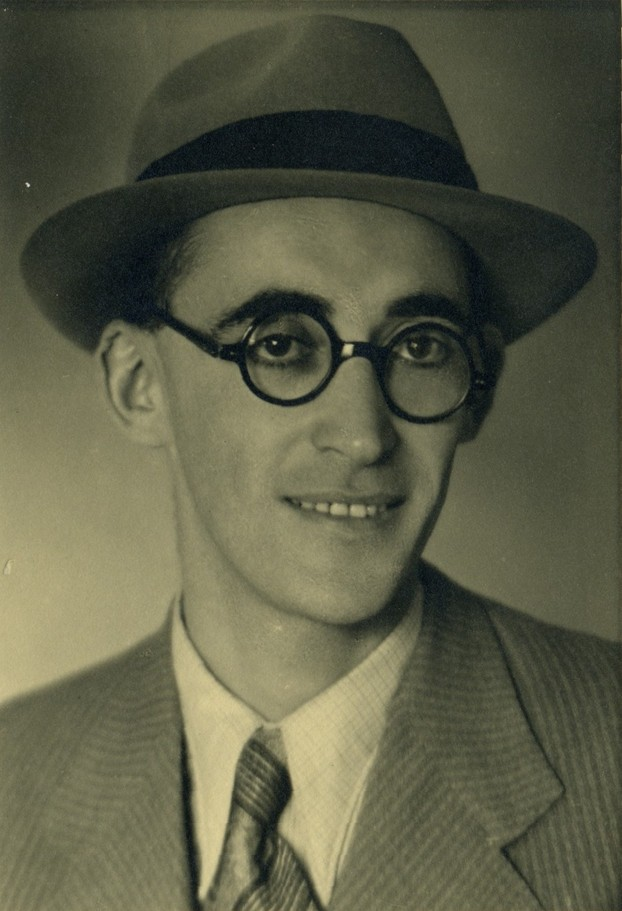
يشعيا تيشبي في شبابه

توفي تيشبي في القدس في 15 مارس 1992 عن عمر يناهز 83 عامًا، ودُفن في مقبرة هار همنوحوت. 
أُودع أرشيفه في دائرة الأرشيفات بالمكتبة الوطنية في القدس.